# Célio Santos
Célio Ferreira dos Santos, meglio noto come Célio Santos (Paracatu, 20 luglio 1987), è un calciatore brasiliano, difensore svincolato.

## Carriera
Ha giocato nella massima serie dei campionati cinese, moldavo, ucraino, iraniano, emiratino, sudcoreano e thailandese, e nella seconda divisione brasiliana.

## Palmarès

### Club

#### Competizioni nazionali
- Supercoppa di Moldavia: 1

Dacia Chișinău: 2011